# Guela Papashvili
Guela Papashvili –en georgiano: გელა პაპაშვილი– (Tiflis, 14 de abril de 1969) es un deportista georgiano que compitió en lucha grecorromana. Ganó una medalla de bronce en el Campeonato Mundial de Lucha de 1994 y una medalla de bronce en el Campeonato Europeo de Lucha de 1993.
Participó en los Juegos Olímpicos de Atlanta 1996, ocupando el sexto lugar en la categoría de 48 kg.

## Palmarés internacional
| Campeonato Mundial | Campeonato Mundial  | Campeonato Mundial | Campeonato Mundial |
| Año                | Lugar               | Medalla            | Categoría          |
| ------------------ | ------------------- | ------------------ | ------------------ |
| 1994               | Tampere (Finlandia) | Medalla de bronce  | 48 kg              |
| Campeonato Europeo |                     |                    |                    |
| Año                | Lugar               | Medalla            | Categoría          |
| 1993               | Estambul (Turquía)  | Medalla de bronce  | 48 kg              |